# Stenophantes patagonicus
Stenophantes patagonicus är en skalbaggsart som först beskrevs av Bruch 1918.  Stenophantes patagonicus ingår i släktet Stenophantes och familjen långhorningar. Inga underarter finns listade i Catalogue of Life.